# Hemington (Somerset)
Hemington – wieś w Anglii, w hrabstwie Somerset, w dystrykcie (unitary authority) Somerset. Leży 24 km na południowy wschód od miasta Bristol i 160 km na zachód od Londynu. W 2001 miejscowość liczyła 643 mieszkańców.